# Lauren Tewes
Cynthia Lauren Tewes (* 26. Oktober 1953 in Braddock, Pennsylvania) ist eine US-amerikanische Schauspielerin.

## Leben
Tewes wurde am 26. Oktober 1953 in Braddock im US-Bundesstaat Pennsylvania geboren. Sie begann ihre Schauspielkarriere Mitte der 1970er Jahre mit Gastrollen in Fernsehserien wie Eine amerikanische Familie, Starsky & Hutch und Drei Engel für Charlie. Von 1977 bis 1984 war sie in der Rolle der Kreuzfahrtmanagerin Julie McCoy in Aaron Spellings Erfolgsserie Love Boat zu sehen. Im Jahr 1982 erhielt sie für die Rolle eine Nominierung für den Golden Globe Award als „beste Nebendarstellerin in einer Fernsehserie, Miniserie oder einem Fernsehfilm“. In den 1980er Jahren hatte sie außerdem Auftritte in den Fernsehserien Fantasy Island (1984), T.J. Hooker (1985), Mord ist ihr Hobby (1985) und Hotel (1986).
Während ihres Love-Boat-Engagements litt Tewes an einer Kokainsucht und wurde schließlich von den Produzenten der Serie entlassen, nachdem sie mehrere Drehtermine versäumt hatte. Sie wurde durch die Schauspielerin Patricia Klous ersetzt. Später gelang Tewes ein erfolgreicher Drogenentzug. Ab den 1990er Jahren war sie in einigen Fernsehfilmen, darunter Chaos in Camp Cucamonga (1990), zu sehen. Außerdem hatte sie Gastrollen in weiteren Fernsehserien und fungierte ab Ende der 1990er Jahre als Synchronsprecherin für Videospiele.

## Nominierung
- 1982: Nominierung für den Golden Globe für ihre Rolle in Love Boat

## Filmografie (Auswahl)
- 1976: Drei Engel für Charlie (Charlie’s Angels, Fernsehserie, Folge 1x04 Engel in Ketten)
- 1977: Eine amerikanische Familie (Family, Fernsehserie, Folge 2x14 Mirror, Mirror on the Wall …)
- 1977: Starsky & Hutch (Fernsehserie, Folge 2x25 Starsky and Hutch Are Guilty)
- 1984: Fantasy Island (Fernsehserie, Folge 7x14 Lady of the House/Mrs. Brandell’s Favorites)
- 1985: T.J. Hooker (Fernsehserie, Folge 4x21 Lag Time)
- 1985: Mord ist ihr Hobby (Murder, She Wrote, Fernsehserie, Folge 2x07 A Lady in the Lake)
- 1985: Mike Hammer (Mickey Spillane’s Mike Hammer, Fernsehserie, 1 Folge)
- 1986: Hotel (Fernsehserie, Folge 4x09, Restless Nights)
- 1977–1984: Love Boat (The Love Boat, Fernsehserie)
- 1979: Drei Engel für Charlie (Charlie’s Angels, Fernsehserie, Folge 4x01 Abenteuer in der Karibik)
- 1990: Killing Cop (The China Lake Murders)
- 1990: Chaos in Camp Cucamonga (Camp Cucamonga)
- 1995: The Doom Generation
- 2021: Potato Dreams of America